# Certain General
Certain General est un groupe de post-punk américain, originaire de New York. À l'origine, les premiers membres étaient : Parker Dulany, Phil Gammage, Marcy Saddy et Russell Berke. En 1999, Rock & Folk écrivit que ce groupe était « le pont entre Television et Radiohead ».
Le groupe eut une certaine notoriété en France où sort en avant-première, en novembre 1984, leur troisième album, November's Heat chez L'Invitation au Suicide Records (IAS Records). Cet événement est salué par la une de Libération du 3 février 1985. Par la suite, le groupe signera plusieurs albums avec des éditeurs français dont Barclay Records. 

## Biographie
Certain General est formé à la fin 1980 après une rencontre à East Village, Manhattan. Avant de jouer leur premier concert au club Hurrah de New York, le groupe fait déjà le buzz dans la scène musicale et artistique de Manhattan. Le bassiste Russell Berke (Carla Bley), la batteuse Marcy Saddy (The B-Girls de Toronto), et le guitariste Phil Gammage (the Corvairs) collaborent avec le peintre et poète Parker Dulany pour créer un live show qui fera des émules à New York. Le New York Rocker les proclame rapidement « le nouveau groupe le plus kinétiquement excitant. »
En 1981 et 1982, le groupe joue sur la côte Est, au Canada et au Texas. Pendant leurs premiers concerts, ils partagent la scène avec des groupes comme DNA, Bush Tetras, Liquid Liquid, Mission of Burma, Raybeats, et Swans. Alors que sa popularité s'accroit localement, le groupe commence à jouer dans des clubs prestigieux tels que le CBGBs et le Danceteria". Certain General se fait inviter à plusieurs autres lieux tels que le Mudd Club, le Peppermint Lounge, The Rat, 9:30 Club, l'Hoboken, le NJ Annex, et le Maxwell's.
En 1982, le groupe signe avec le label indépendant Labor Records et enregistre ses débuts, Holiday of Love. L'EP cinq titres est produit par Peter Holsapple de The dB's et mix par Michael Gira des Swans. Holiday est bien accueilli par la presse spécialisée ; Trouser Press cite le disque pour « avoir attiré tout le mal du monde. » En 1983, le bassiste Berke par et est remplacé par le roadie Joe Lupo, puis le groupe commence à enregistrer son premier album. À cette période, Certain General attire l'attention du journaliste Kris Needs.
Après avoir tourné encore une fois en France en 1987, Certain General signe au label français Barclay Records (Jacques Brel, Noir Desir) et enregistre Cabin Fever. Il est leur single le mieux vendu en date, I Lose Myself, qui est cité dans la liste des 10 meilleurs singles de l'année par Libération.
Le groupe tourne en Europe au printemps 2016.

## Discographie
- 1982 : Holiday of Love
- 1984 : Far Away in America
- 1985 : November's Heat
- 1986 : These are the Days
- 1988 : Cabin Fever
- 1991 : Jacklighter
- 1999 : Signals from the Source
- 2000 : Closer to the Sun
- 2001 : An Introduction to War
- 2002 : Live at the Public Theatre
- 2007 : Invisible New York
- 2010 : Stolen Car